# Eoux
Eoux település Franciaországban, Haute-Garonne megyében. Lakosainak száma 131 fő (2022. január 1.). Eoux Benque, Boussan, Fabas, Peyrissas és Saint-André községekkel határos.

## Népesség
A település népességének változása:
| Lakosok száma | 185  | 154  | 130  | 114  | 120  | 115  | 119  | 130  | 130  | 131  |
|               | 1968 | 1982 | 1990 | 2006 | 2013 | 2015 | 2017 | 2019 | 2020 | 2022 |